# Olybria
Olybria är ett släkte av fjärilar. Olybria ingår i familjen mott.
Kladogram enligt Catalogue of Life:
| Olybria | \| \| Olybria aliculella \| \| \| \| \| \| Olybria furciferella \| \| \| \| \| \| Olybria oberthuriella \| \| \| \| |
|         | \| \| Olybria aliculella \| \| \| \| \| \| Olybria furciferella \| \| \| \| \| \| Olybria oberthuriella \| \| \| \| |
|         | Olybria aliculella                                                                                                  |
|         | |
|         | Olybria furciferella                                                                                                |
|         | |
|         | Olybria oberthuriella                                                                                               |
|         | |